# Christian Ditter
Christian Ditter (Lahn, 1º giugno 1977) è un regista e sceneggiatore tedesco, meglio conosciuto per aver diretto il film French for Beginners - Lezioni d'amore.

## Biografia
È cresciuto a Gütersloh nel 1996 e fa la sua maturità alla Evangelisch Stiftisches Gymnasium Gütersloh ed ha studiato presso l'Hochschule für Fernsehen und Film München.

I suoi primi cortometraggi, Verzaubert (2000) e Grounded (2003), hanno vinto numerosi premi a festiva nazionali e internazionali. Nel 2006 esordì con il suo primo film French for Beginners - Lezioni d'amore che ha prodotto e sponsorizzato. Successivamente ha diretto la serie TV Kebab for Breakfast (2007) dove ha vinto il Premio Adolf Grimme.

Nel 2009, ha diretto e sceneggiato La banda dei coccodrilli, il remake del film Die Vorstadtkrokodile del 1977 diretto da Wolfgang Becker. Ha vinto molti premi tra i quali l'elefante bianco, ed è stato presentato in molte TV nazionali tedesche. Il giovane attore Nick Romeo Reimann è stato candidato agli Young Artist Award come miglior attore internazionale. Nel 2010 ha inoltre diretto La banda dei coccodrilli indaga, sequel del primo film. Infine ha scritto e sceneggiato l'ultimo dei tre film La banda dei coccodrilli - Tutti per uno, che è stato invece diretto da Wolfgang Groos.

## Filmografia

### Regista
- Verzaubert - cortometraggio (2000)
- Grounded - cortometraggio (2003)
- Schulmädchen - Serie TV (2004)
- French for Beginners - Lezioni d'amore (Französisch für Anfänger) (2006)
- Kebab for Breakfast - Serie TV (2006)
- Il diario del medico (Doctor's Diary - Männer sind die beste Medizin ) - Serie TV (2008)
- La banda dei coccodrilli (Vorstadtkrokodile) (2009)
- La banda dei coccodrilli indaga (Vorstadtkrokodile 2) (2010)
- Vicky e il tesoro degli dei (Wickie auf großer Fahrt) (2011)
- Scrivimi ancora (Love, Rosie) (2014)
- Single ma non troppo (How to Be Single) (2016)

### Sceneggiatore
- Verzaubert (2000)
- French for Beginners - Lezioni d'amore (Französisch für Anfänger) (2006)
- La banda dei coccodrilli (Vorstadtkrokodile) (2009)
- La banda dei coccodrilli indaga (Vorstadtkrokodile 2) (2010)
- La banda dei coccodrilli - Tutti per uno (Vorstadtkrokodile 3) (2011)
- Vicky e il tesoro degli dei (Wickie auf großer Fahrt) (2011)
- Silver e il libro dei sogni (Silber und das Buch der Träume), regia di Helena Hufnagel (2023)